# Алапарс
Алапарс (арм. Ալափարս (Alap’ars); другие названия Айлаберк, Варданаван, и Варданаванк) — село в Котайкской области, Армения.

## Достопримечательности
В центре села стоит церковь сурб Вардан, построенная в IV-V  вв. В 1857 г. в ней была проведена реконструкция по инициативе местного богача Аветиса Мелик-Бадаляна. По преданию, в основание церкви был заложен  камень, обагренный кровью Вардана Мамиконяна, предводителя армянских войск в войне за веру и независимость Армении.

## Население
| Год  | Численность | Численность |
| ---- | ----------- | ----------- |
| 1831 | 267         | [ 2 ]       |
| 1922 | 2881        | [ 2 ]       |
| 1959 | 1891        | [ 2 ]       |
| 1970 | 2125        | [ 2 ]       |
| 1979 | 2046        | [ 2 ]       |
| 1989 | 2207        | [ 2 ]       |
| 2001 | 2527        | [ 2 ]       |
| 2004 | 2096        | [ 2 ]       |
| 2011 | 2076        | [ 3 ]       |
| 2012 | 2350        |             |

## Галерея

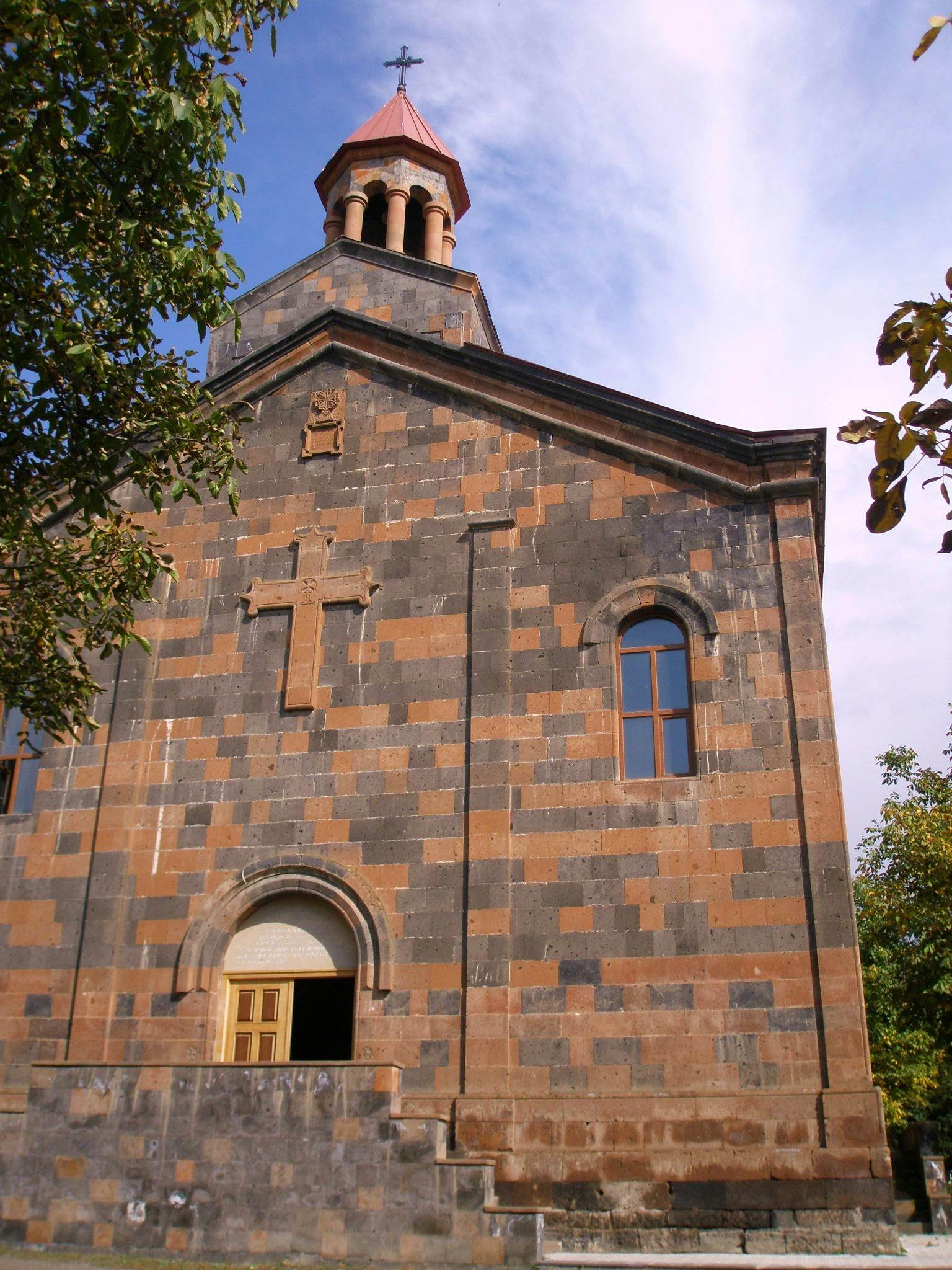
Церковь св. Богородицы, 1897.
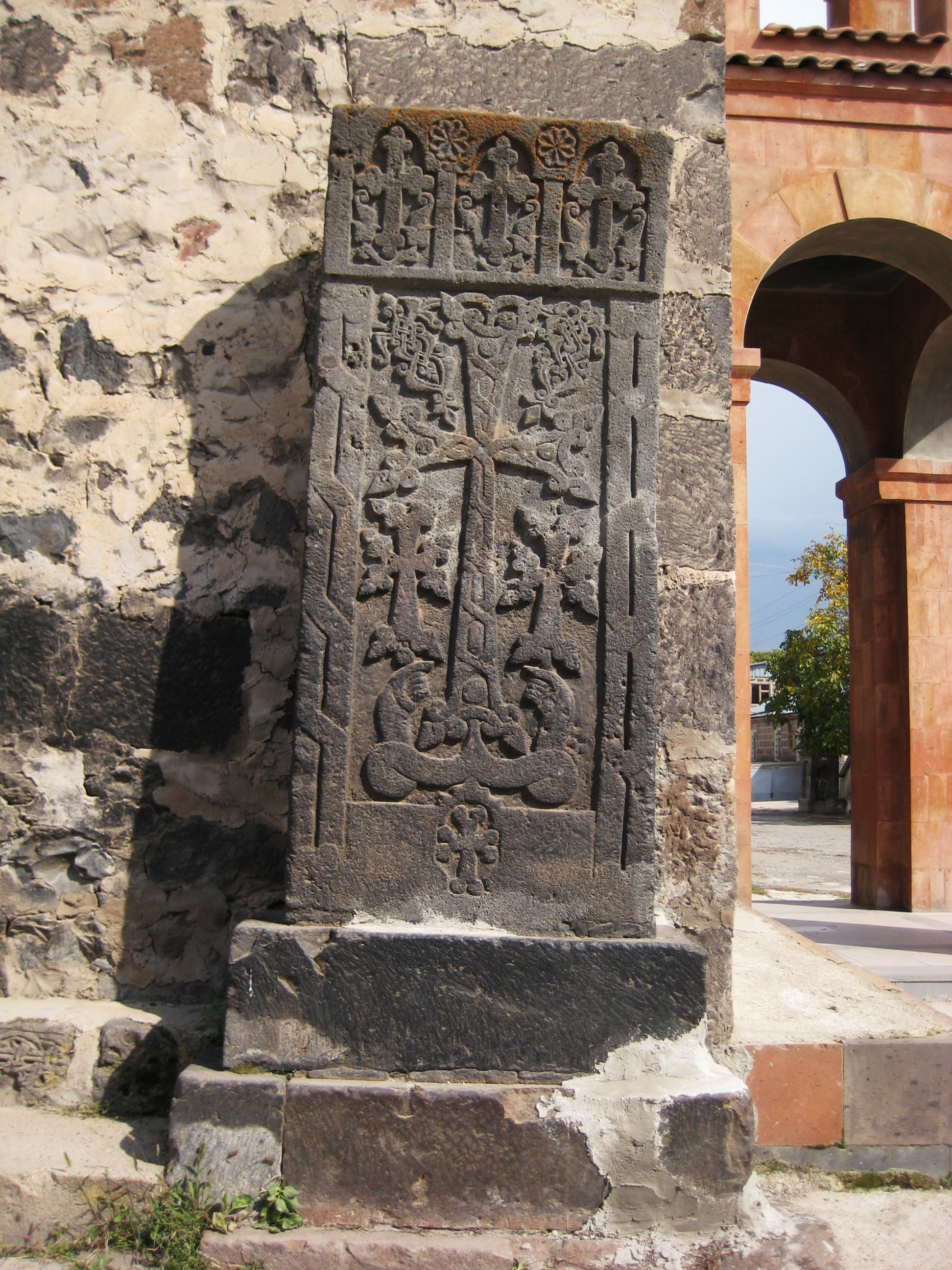
Хачкар прилегающий к церкви Варданаванк.